# Amasia, Shirak
Amasia là một đô thị thuộc tỉnh Shirak, Armenia. Dân số ước tính năm 2011 là 2227 người.